# Tommaso Valmarana
Tommaso Valmarana (1909 – 1991) è stato un nobile, conte, notaio e dirigente sportivo italiano, noto soprattutto per essere stato più volte presidente del Vicenza Calcio negli anni trenta e cinquanta.

## Biografia
Appartenente ai Valmarana, una famiglia aristocratica vicentina; nel 1934 assume la presidenza della squadra biancorossa al posto di Pio Vasco Barbieri; affidando la panchina all'allenatore ungherese József Viola.
Valmarana torna presidente del Vicenza nel 1937 per rimanervi fino al 1939, assieme a Mario Pittarello, Antonio Roi e Vittorio Zanini, anche questa volta prendendo un altro allenatore ungherese, András Kuttik.
Nella 1950 ritorna alla presidenza della squadra biancorossa, assieme a Ludovico Thiene, Silvio Griggio e Franco Barbieri, portando nella città berica l'allenatore Alfredo Mazzoni.